# Jens Christian Bennedsen
Jens Christian Bennedsen, född 13 augusti 1893 i Abild på Jylland, död 1967, var en dansk konstnär och teatermålare periodvis verksam i Sverige.
Bennedsen studerade konst vid konstakademien i Köpenhamn och i Rom. Vid sidan av sitt boende i Köpenhamn bodde han periodvis i Skåne och medverkade i några utställningar där, separat ställde han ut i Arild ett par somrar i slutet av 1940-talet. Hans svenska konst består av landskapsmålningar från Småland och Arild i Skåne utförda i olja eller akvarell. Bennedsen är representerad i Nivaagaards Malerisamling i Danmark.